# Richia herculeana
Richia herculeana là một loài bướm đêm trong họ Noctuidae.